# .ms
Pour les articles homonymes, voir MS.

L'allocation d'espace d'adressage IPv4 (Montserrat).

.ms est le domaine de premier niveau national réservé à Montserrat, enregistré en 1997.
Il est principalement employé par les compagnies, les entités privées situées au Montserrat ou qui ont des relations avec ce territoire ou encore par Microsoft (notamment via leur système de lien courts, aka.ms)